# Боснія і Герцеговина на літніх Олімпійських іграх 1992
Боснія і Герцеговина брала участь в Олімпійських іграх 1992 року у Барселоні (Іспанія) вперше за свою історію. Олімпійська збірна країни складалася з 10 спортсменів (6 чоловіків, 4 жінок), які взяли участь у 6 видах спортивних змагань: з легкої атлетики, веслування на каяках і каное, дзюдо, стрільби, плавання і важкої атлетики. Прапороносцем на церемонії відриття був штовхач ядра Златан Сарачевич. Країна не завоювала жодної медалі.

## Легка атлетика
Чоловіки
Польові дисципліни
| Атлет            | Змагання       | Кваліфікація | Кваліфікація | Фінал      | Фінал      |
| Атлет            | Змагання       | Відстань     | Позиція      | Відстань   | Позиція    |
| ---------------- | -------------- | ------------ | ------------ | ---------- | ---------- |
| Златан Сарачевич | штовхання ядра | 16.38        | 24           | Не пройшов | Не пройшов |
| Драган Мустапич  | метання диска  | 48.80        | 29           | Не пройшов | Не пройшов |

Жінки
Трекові дисципліни
| Атлетка       | Змагання        | Раунд 1   | Раунд 1 | Раунд 2   | Раунд 2 | Півфінал   | Півфінал   | Фінал      | Фінал      |
| Атлетка       | Змагання        | Результат | Місце   | Результат | Місце   | Результат  | Місце      | Результат  | Місце      |
| ------------- | --------------- | --------- | ------- | --------- | ------- | ---------- | ---------- | ---------- | ---------- |
| Мірсада Бурич | біг на 3000 м   | 10:03.34  | 33      | Н/Д       | Н/Д     | Не пройшла | Не пройшла | Не пройшла | Не пройшла |
| Када Делич    | ходьба на 10 км | Н/Д       | Н/Д     | Н/Д       | Н/Д     | Н/Д        | Н/Д        | 55:24      | 38         |

## Веслування на байдарках і каное
Чоловіки
| Спортсмен         | Дисципліна    | Heats   | Heats | Repechages | Repechages | Півфінал   | Півфінал   | Фінал      | Фінал      |
| Спортсмен         | Дисципліна    | Час     | Місце | Час        | Місце      | Час        | Місце      | Час        | Місце      |
| ----------------- | ------------- | ------- | ----- | ---------- | ---------- | ---------- | ---------- | ---------- | ---------- |
| Александар Джурич | каное, 1500 м | 2:07.12 | 7 Q   | 2:04.68    | 5          | Не пройшов | Не пройшов | Не пройшов | Не пройшов |

## Дзюдо
Чоловіки
| Спортсмен      | Категорія | Кваліфікація | Кваліфікація | Фінал | Фінал |
| Спортсмен      | Категорія |              | Місце        |       | Місце |
| -------------- | --------- | ------------ | ------------ | ----- | ----- |
| Владо Параджик | до 60 кг  |              |              |       | 23    |

## Стрільба
Жінки
| Спортсменка   | Дисципліна                        | Кваліфікація | Кваліфікація | Фінал      | Фінал      |
| Спортсменка   | Дисципліна                        | Бали         | Місце        | Бали       | Місце      |
| ------------- | --------------------------------- | ------------ | ------------ | ---------- | ---------- |
| Міряна Хорват | пневматична гвинтівка, 10 м       | 393          | 6            | 491.6      | 8          |
| Міряна Хорват | гвинтівка на трьох позиціях, 50 м | 576          | 17           | Не пройшла | Не пройшла |

## Плавання
Чоловіки
| Спортсмен     | Дисципліна       | Кваліфікація | Кваліфікація | Фінал      | Фінал      |
| Спортсмен     | Дисципліна       | Час          | Місце        | Час        | Місце      |
| ------------- | ---------------- | ------------ | ------------ | ---------- | ---------- |
| Янко Гойкович | батерфляй, 100 м | 56.81        | 44           | Не пройшов | Не пройшов |
| Янко Гойкович | батерфляй, 200 м | 2:09.08      | 27           | Не пройшов | Не пройшов |

Жінки
| Спортсменка  | Дисципліна       | Кваліфікація | Кваліфікація | Фінал      | Фінал      |
| Спортсменка  | Дисципліна       | Час          | Місце        | Час        | Місце      |
| ------------ | ---------------- | ------------ | ------------ | ---------- | ---------- |
| Аня Маргетич | батерфляй, 100 м | 1:06.26      | 44           | Не пройшла | Не пройшла |
| Аня Маргетич | батерфляй, 200 м | 2:21.56      | 27           | Не пройшла | Не пройшла |

## Важка атлетика
Чоловіки
| Атлет          | Категорія | Ривок     | Ривок | Поштовк   | Поштовк | У сумі | Місце |
| Атлет          | Категорія | Результат | Місце | Результат | Місце   | У сумі | Місце |
| -------------- | --------- | --------- | ----- | --------- | ------- | ------ | ----- |
| Мехмед Скендер | 110 кг    | 140.0     | 23    | 180.0     | 20      | 320.0  | 20    |